# EGroupWare
eGroupWare é um software colaborativo de código aberto, voltado para negócios, permitindo gerenciamento de contatos, projetos e listas "to-do".
É utilizado tanto através de sua interface web nativa, fazendo-o independente do tipo de plataforma, quanto pela utilização de clientes de groupware, tais como Kontact, Novell Evolution, ou Microsoft Outlook. O software pode ainda ser utilizado em telefonia móvel ou  PDA via SyncML.
Possui atualmente tradução em mais de 25 idiomas, incluindo suporte rtl. No Brasil existe uma versão customizada o Expresso Livre.